# Быстров, Владимир Сергеевич
Влади́мир Серге́евич Быстро́в (род. 31 января 1984, Луга, Ленинградская область) — российский футболист, полузащитник. Заслуженный мастер спорта России (2008).
Двукратный чемпион России в составе «Зенита» (2010, 2011/12). Бронзовый призёр чемпионата Европы 2008 года.

## Ранние годы
Владимир Быстров родился в городе Луге, в 139 км от Санкт-Петербурга в семье водителя Сергея Николаевича и работницы абразивного завода Светланы Анатольевны. Первоначально Владимир с братом жили в трёхкомнатной квартире у бабушки и дедушки, а затем переехали в деревянный дом, где помимо их квартиры, было ещё 4. Условия жизни были сложные. Там же он учился в школе № 6, где занимался футболом, теннисом, волейболом, хоккеем и баскетболом, будучи, по словам его учителя физкультуры Владимира Марцинкевича, самым быстрым школьником, с которым тот имел дело. Там же он играл в футбол, в том числе за взрослые местные команды.

«Мы отдали сына в музыкальную школу. Я хотела, чтобы он играл на пианино. Но своё веское слово сказал мой муж Сергей, решивший сделать из сына футболиста».

В 8 лет Быстров едва не погиб, провалившись в болото с головой, при том, что не умел плавать. Он смог, уцепившись за палки, торчавшие из воды, выбраться из болота.

## Клубная карьера
В 13 лет Быстров прошёл просмотр в футбольной школе «Смена». Первоначально Быстров не слишком понравился руководству «Смены», однако отец Владимира договорился с тренером Василием Кастровским, что сам будет его возить на тренировки, и в спортшколе согласились взять его в команду. Одновременно с занятиями в «Смене» Быстров учился в школе № 473. Отец, Сергей Николаевич, бывший игрок, ныне не существующего лужского «Спартака», возил Владимира три раза в неделю на тренировки, проводя по 6 часов в поезде, а затем снял квартиру в Санкт-Петербурге, чтобы помочь сыну; вместе с Владимиром в Петербурге осталась и его бабушка. После того как Быстров смог соревноваться в скорости с самым быстрым игроком «Смены», он был переведён на фланг полузащиты; иногда, при отсутствии штатных форвардов команды, Владимир играл и в нападении. В 1999 году Быстров в составе «Смены» стал чемпионом России среди юношей.

### «Зенит»
В 2001 году Быстров перешёл в «Зенит», о котором узнал, только когда переехал в Санкт-Петербург. В следующем сезоне, 8 мая 2002 года, он дебютировал в основном составе команды в матче чемпионата России с клубом «Торпедо-ЗИЛ», в котором «Зенит» победил 2:1. Быстров в этой игре вышел на замену вместо Коноплёва на 70-й минуте игры и действовал активно: за фол на нём капитан «Торпедо-ЗИЛ» Сергей Шустиков получил свою вторую в матче жёлтую карточку и был удалён с поля. В следующей игре, 12 мая, в финальном матче Кубка России 2001/02, Владимир впервые вышел в стартовом составе «Зенита», однако часто ошибался в передачах, а также упустил соперника по флангу Андрея Соломатина, который сделал голевую передачу, и был заменён.

### «Спартак» Москва
В июне 2005 года появились слухи о переходе Быстрова в московский «Спартак». 1 июля он подписал 4-летний контракт со «Спартаком», заплатившим за трансфер полузащитника 4 млн евро. Одной из причин своего ухода из команды Быстров назвал отношение главного тренера «Зенита» Властимила Петржелы, говорившего, что после проигрыша «Рубину» Быстров, проведший матч на скамье запасных «с подчёркнуто обиженным видом», был абсолютно не расстроен:

«На днях я открыл „СЭ“ и увидел его нелестные отзывы обо мне. В последнее время он гораздо больше меня критиковал — будто придирался. Говорил, что я снизил требования к себе, хотя тренировки лично почти никогда не проводит. Давал понять, что футболист Быстров ему не нужен. В такой ситуации я не видел смысла оставаться в команде. Хотя, не скрою, мне больно покидать клуб, который стал мне родным. Вообще в последние годы Петржела проводит целенаправленную политику выживания из клуба российских футболистов. Лобов, Астафьев, Недорезов, Николаев, Макаров могли прогрессировать в „Зените“, вырасти в игроков высокого класса. Но их выгнали из клуба».

Другой причиной перехода в стан «красно-белых» Быстров назвал то, что болел за «Спартак» в детстве, и то, что московский клуб будет принимать участие в Лиге чемпионов, чего не смог добиться «Зенит»:

— Это правда, что в детстве болели за «Спартак»?
— Верно. Я родом из города Луга Ленинградской области. Но и я, и все мои друзья болели за «Спартак».

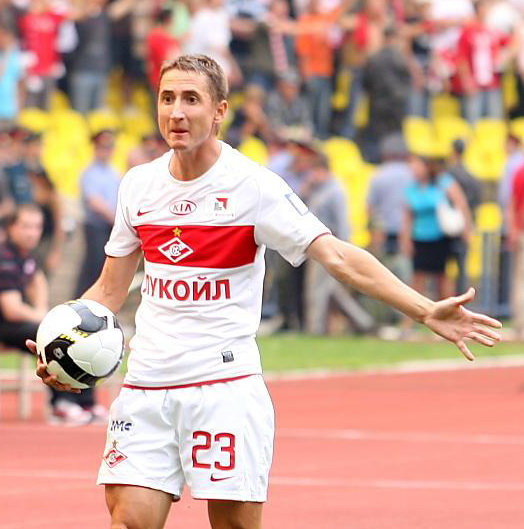
Быстров в 2008 году

Также Быстров сказал, что понимает чувства фанатов «Зенита», которых не устроил переход игрока в стан принципиального соперника:

—У питерских болельщиков ваш переход вызвал болезненную реакцию. Что вы сейчас хотели бы им сказать?
—Понимаю их чувства. Но они видят ситуацию с другой стороны, думают, что я ушёл из-за денег. Это не так. Тем более, что в начале года руководство клуба увеличило мне зарплату. Но в сложившейся ситуации оставаться в команде стало невозможным.

Главный тренер «Зенита» Петржела сказал, что он сделал из Быстрова миллионера.
Быстров приехал в «Спартак» с небольшой травмой: у него был повреждён палец ноги, но это не помешало его дебюту. 9 июня 2005 года Быстров вышел на поле в матче с московским «Локомотивом», заменив на 63-й минуте встречи Максима Калиниченко; игра завершилась поражением «Спартака» 1:2. Игрой Быстрова главный тренер команды Александр Старков остался доволен. Быстров быстро стал игроком основы «красно-белых», вытеснив из неё Дениса Бояринцева. Первый гол в составе «красно-белых» Владимир забил 27 августа 2005 года на 45-й минуте 21-го тура чемпионата России в ворота «Алании». 11 сентября Быстров забил свой второй мяч за «Спартак», поразив ворота «Терека», и был признан газетой «Спорт-Экспресс» лучшим игроком встречи. После игры Владимир сказал, что полностью освоился в команде. 16 октября Быстров сыграл матч против своего бывшего клуба, «Зенита». В этой игре он был самым активным на поле, создал несколько голевых моментов и заработал пенальти, с которого «Спартак» сравнял счёт 1:1. По мнению главного тренера «красно-белых», Быстров провёл свой лучший матч за «Спартак». Владимир, по версии «Спорт-Экспресса», стал лучшим игроком тура. 29 октября в игре с «Шинником» Быстров забил гол «ударом-парашютом» в дальний верхний угол, благодаря этой победе команда вышла в зону Лиги чемпионов. Гол Быстрова был признан самым красивым в туре, а его выступления в этом матче «СЭ» оценил самой высокой в туре оценкой. Всего в первом сезоне в «Спартаке» Быстров провёл 15 матчей и забил 3 гола, а его клуб занял второе место в чемпионате страны, выйдя в Лигу чемпионов.

### «Зенит»

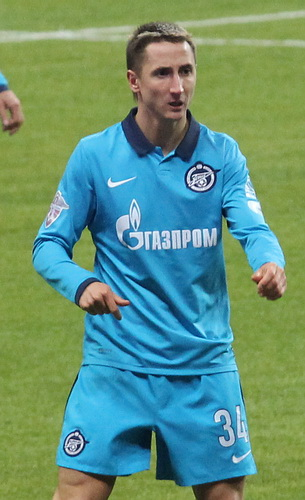
Владимир Быстров в составе «Зенита»

В августе 2009 года Владимир подписал контракт с родным клубом «Зенит». По некоторым данным, «Зенит» воспользовался пунктом контракта Быстрова, согласно которому «Спартак» обязан был отпустить Быстрова за 15 миллионов евро при согласии самого хавбека. Контракт подписан сроком на 5 лет. На официальном сайте «Зенита» было заявлено, что «зарплата Быстрова будет соизмерима с зарплатами других игроков „Зенита“ его амплуа». Однако, по словам генерального директора «Зенита», клуб приобрёл футболиста за 9 миллионов, договорившись со «Спартаком», а данные о зарплате в 4 миллиона евро, прозвучавшие в некоторых СМИ, являются «чушью и неправдой». Это подтвердил президент «Зенита» Александр Дюков. Главной причиной перехода агент футболиста Павел Андреев назвал тоску Быстрова по родному городу.

### С 2014 года
27 января 2014 года перешёл из «Зенита» на правах аренды в махачкалинский «Анжи». Выступал под 34 номером.
Летом 2014 года перешёл в «Краснодар», подписав с клубом трёхлетний контракт. После сезона 2016/17 покинул команду.
7 августа 2017 на правах свободного агента перешёл в «Тосно», подписав однолетний контракт с клубом. Дебютировал 20 сентября в матче 1/16 Кубка России 2017/18, выйдя на замену в гостевом матче против «Тюмени» (2:1). До конца года сыграл в трёх матчах чемпионата — в двух был заменён, в одном вышел на замену. Последний матч в карьере провёл 25 ноября 2017 — в домашнем матче против тульского «Арсенала» (3:2) был заменён после первого тайма. В зимнем перерыве заявил, что в клубе не выплачиваются зарплаты и премиальные и покинул расположение команды, хотя из заявки на сезон исключён не был. Руководство клуба в марте 2018 заявляло, что Быстров не играет вследствие травмы.

## Выступления за сборные

### Молодёжная сборная России
15 ноября 2005 года молодёжная сборная России встречалась в Брённбю со своими сверстниками из Дании. Несмотря на то, что на 2-й минуте Юрий Жирков открыл счёт, затем датчане забили 3 мяча (третий — с пенальти), а ирландский арбитр Алан Келли не засчитал несколько голов сборной России. На 83-й минуте Жирков после очередного незасчитанного мяча снял футболку и отдал её боковому судье, за что получил вторую жёлтую карточку и был удалён, тут же за оскорбления арбитра был удалён и Быстров. За оставшееся время были также удалены Сергей Черногаев, Александр Самедов (со скамейки запасных) и Александр Бухаров. В послематчевом интервью Быстров воззвал к руководству, которое допустило назначение на игру судьи-«скандинава» (хотя Ирландия не является скандинавской страной, в отличие от Дании). Выражение «судья-скандинав» с тех пор прочно вошло в лексикон российских футбольных болельщиков.

### Сборная России

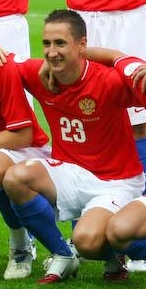
Владимир Быстров в составе сборной России

В феврале 2004 года Быстров впервые получил приглашение в национальную сборную России и отправился на неофициальные игры в Японию. В марте дебютировал за сборную России в поединке со сборной Болгарии.
Быстров являлся самым молодым игроком сборной России на Евро-2004. На момент начала финального турнира ему исполнилось двадцать лет и три месяца. Вышел на замену в матче с португальцами и провёл на поле 20 минут.
Автор 1000-го гола сборной России (с учётом голов сборных СССР и Российской империи). Это произошло 4 июня 2008 года на 80-й минуте товарищеского матча Россия — Литва (4:1).
На бронзовом для России Евро-2008 Быстров выходил на поле два раза, выйдя на замены в матчах с Испанией и Швецией.
Быстров не попал в заявку на чемпионат Европы 2012 года так как, по словам главного тренера сборной Дика Адвоката, не смог убедить его в своей необходимости для сборной.
Когда сборную России возглавил Фабио Капелло, Быстров снова стал вызываться в сборную, выйдя в основном составе в первой же игре сборной под руководством Капелло, которой стал товарищеский матч 15 августа 2012 года против сборной Кот-д’Ивуара. Впоследствии принял участие в 9 из 10 матчей отборочного цикла к чемпионату мира 2014 года, на который сборная России квалифицировалась, заняв первое место в своей отборочной группе.

## Конфликт с болельщиками

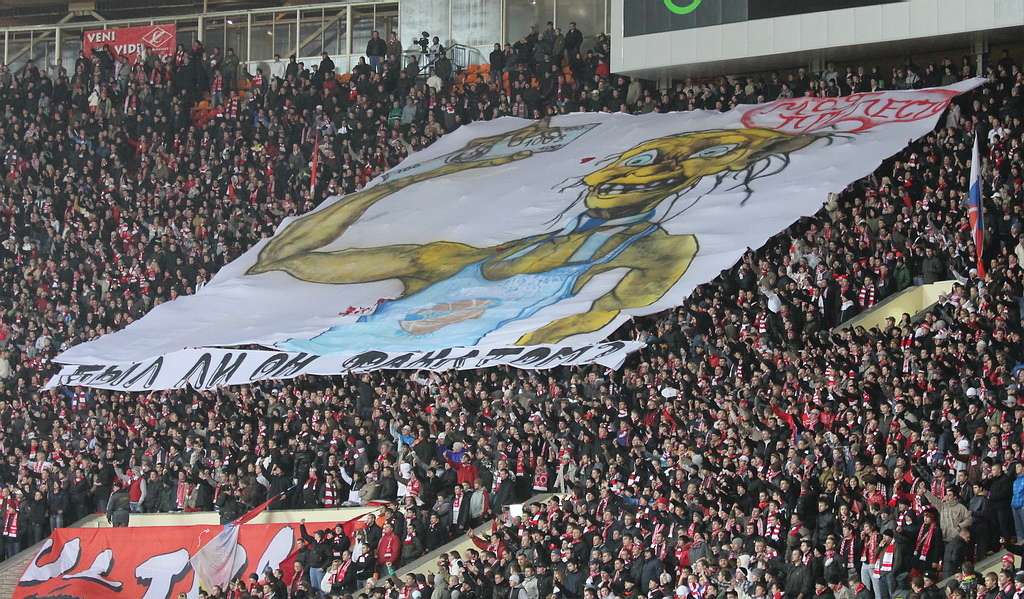
«Был ли он фанатом?» Баннер болельщиков московского «Спартака» о Быстрове

Трансфер Быстрова в «Зенит» в 2009 году вызвал крайне негативную реакцию некоторых болельщиков «Зенита», развернувших кампанию против Быстрова, в рамках которой на стадионе размещались оскорбительные для игрока баннеры и выкрикивались оскорбления. Когда Быстров ушёл в «Спартак», что также вызвало негативную реакцию фанатов «Зенита», его начали называть «свиньёй» (помимо общей оскорбительности этого слова применительно к человеку, это отсылка к оскорбительному прозвищу игроков и болельщиков «Спартака» — «свиньи»); в рамках кампании 2009 года это слово также использовалось весьма активно. Руководство «Зенита» объявило о намерениях провести с фанатами беседы, направленные на изменение их позиции. Однако 3 сентября 2009 года, когда Быстров прибыл в Санкт-Петербург в составе сборной России для участия в матче со сборной Лихтенштейна, на вокзале его встретила толпа негативно настроенных людей, которые продолжили выкрикивать оскорбления в его адрес и кинули ему в лицо шарф со спартаковской символикой. В ответ футболисты сборной пригрозили покинуть стадион во время игры, если акции протеста против Быстрова продолжатся во время матча. 6 сентября 2009 года движение «Невский Фронт» ответило на призывы не оскорблять Быстрова, отметив в своём заявлении, в частности, следующее: «Для нас футбол — это не просто поддержка или способ самовыражения, это любовь к Санкт-Петербургу, любовь к „Зениту“, это вся наша жизнь. Жаль, что некоторые футболисты так и не понимают этого, и денежный вопрос стоит для них превыше всего. <…> Для нас переход Быстрова в стан <…> принципиального конкурента — московский „Спартак“ стал холодным душем. Но как оказалось, это было ещё не самое страшное. Помимо голов, картинных падений в штрафной, и как следствие, заработанных пенальти — наш воспитанник, человек, выросший у нас на глазах и сделавший имя в „Зените“, неоднократно в своих интервью поливал грязью наш город и клуб. Мы уже не говорим об оскорбительных жестах, адресованных нам, и о показушных поцелуях эмблемы „Спартака“. Вернув в команду Быстрова, вы не сможете так же вернуть и любовь к нему. Реакция людей на его переход вполне ожидаема. Такие оскорбления не прощаются и помнятся очень долго. Даже трудно представить, что необходимо сделать этому футболисту для искупления своей вины. <…> Надеемся, что путём общения и здравых решений мы найдём выход из сложившейся ситуации. Случай с Быстровым — особенный. Команда здесь ни при чём. Это наш личный конфликт. Он неоднократно заявлял, что отвечает за свои слова. Теперь самое время это сделать!» Акции против Быстрова продолжались и далее. До конца сезона-2009 и в начале сезона-2010 многие фанаты негативно реагировали на Быстрова. В марте 2010 года на проходившем в Мариинском театре мероприятии — встрече с болельщиками и награждении основного и дублирующего составов медалями за сезон-2009 — игроки клуба покинули сцену в знак солидарности с Быстровым после того, как болельщики запели направленную против Быстрова песню.
13 мая 2010 года было опубликовано сообщение о примирении Быстрова с фанатами. В заявлении фанатов отмечается, в частности: «Уже прошёл практически год с момента возникновения той ситуации, которая взорвала фанатскую трибуну „Зенита“ и взбудоражила всю футбольную общественность нашей страны. Мы говорим о переходе в наш клуб Владимира Быстрова. Наша реакция была жёсткой и решительной — мы сделали всё возможное, чтобы не допустить возникновения подобных ситуаций в будущем. Однако, время шло и необходимость найти выход из ситуации, а также не допустить раскола на трибуне и в отношениях с командой стала для нас ключевой задачей. Основа движения, предварительно обсудив ситуацию на внутреннем сборе, приняла решение — необходимо ответить согласием на предложение Владимира Быстрова о встрече, с которым он выступал с момента своего возвращения в „Зенит“. Сегодня эта встреча состоялась. На ней присутствовали лидеры всех ведущих зенитовских группировок и Владимир Быстров. Мы предельно откровенно, жёстко и честно обсудили историю перехода игрока в „Спартак“ и обратно в „Зенит“. Собравшиеся донесли до Быстрова наше видение всей ситуации. Владимир принёс искренние извинения за свои необдуманные выступления в прессе в тот период, поцелуй эмблемы вражеского клуба и другие эпизоды, вызывавшие раздражение и ярость у нашей трибуны. <…> Лидеры фанатских группировок удовлетворены результатами разговора и фактом того, что эта встреча состоялась. По нашему мнению, это характеризует Владимира, как мужчину, не побоявшегося ответить за свои слова и поступки (на встречу он приехал один). На данный момент считаем этот вопрос для нас закрытым».
Несмотря на это, 6 марта 2011 года, в Прощёное воскресенье, во время матча на Суперкубок России 2011 года между «Зенитом» и ЦСКА, прошедшего в Краснодаре, болельщики петербургского клуба вывесили на своём секторе баннер с надписью «Спасибо, Одил» и перечёркнутыми цифрами 34. Благодарность была адресована полузащитнику «Анжи» Одилу Ахмедову, который нанёс Владимиру Быстрову травму, а 34 — игровой номер Быстрова. В числе прочих также был вывешен баннер «1 травма — 4 месяца счастья».
Уже в августе 2011 года вратарь Сослан Джанаев, ранее игравший вместе с Быстровым в «Спартаке», заявил в интервью порталу болельщиков «Спартака» Fanat1k.ru, что на самом деле Быстров не хотел уходить из «Спартака», но его продали, причём руководство клуба даже не пыталось его удержать. Услышав это, один из присутствовавших при интервью болельщиков сказал: «Есть структуры, отказать которым в нашей стране нереально…» Джанаев не подтвердил и не опроверг его слова, а, по выражению болельщика, который подготовил интервью для размещения на Fanat1k.ru, «лишь как-то грустно кивнул».

## Тренер и эксперт
Получил тренерскую лицензию категории D и в начале 2019 года вошёл в тренерский штаб юношеской сборной России 2001 года рождения под руководством Александра Кержакова. 21 февраля 2019 получил тренерскую лицензию категории C, позволяющую тренировать детско-юношеские команды.
С 2019 года[уточнить] — эксперт на телеканале «Матч ТВ».

## Личная жизнь
С 2006 года женат на Алёне Астаповой. Семья воспитывает двух дочерей — Дарью (2004) и Владу (2009). Большой любитель рыбалки.

## Статистика

### Клубная
| Клуб             | Сезон            | Лига | Лига | Кубок | Кубок | Еврокубки | Еврокубки | Итого | Итого |
| Клуб             | Сезон            | Игры | Голы | Игры  | Голы  | Игры      | Голы      | Игры  | Голы  |
| ---------------- | ---------------- | ---- | ---- | ----- | ----- | --------- | --------- | ----- | ----- |
| Зенит            | 2002             | 8    | 0    | 2     | 0     | 2         | 0         | 12    | 0     |
| Зенит            | 2003             | 19   | 4    | 5     | 2     | —         | —         | 24    | 6     |
| Зенит            | 2004             | 21   | 1    | 1     | 0     | 6         | 0         | 28    | 1     |
| Зенит            | 2005             | 13   | 1    | 5     | 0     | 0         | 0         | 18    | 1     |
| Зенит            | Итого            | 61   | 6    | 13    | 2     | 8         | 0         | 82    | 8     |
| Спартак (Москва) | 2005             | 15   | 3    | 0     | 0     | —         | —         | 15    | 3     |
| Спартак (Москва) | 2006             | 24   | 6    | 10    | 1     | 9         | 0         | 43    | 7     |
| Спартак (Москва) | 2007             | 18   | 3    | 5     | 0     | 6         | 0         | 29    | 3     |
| Спартак (Москва) | 2008             | 24   | 1    | 0     | 0     | 7         | 0         | 31    | 1     |
| Спартак (Москва) | 2009             | 18   | 4    | 1     | 0     | —         | —         | 19    | 4     |
| Спартак (Москва) | Итого            | 99   | 17   | 16    | 1     | 22        | 0         | 137   | 18    |
| Зенит            | 2009             | 10   | 6    | 0     | 0     | 0         | 0         | 10    | 6     |
| Зенит            | 2010             | 25   | 6    | 3     | 1     | 4         | 0         | 32    | 7     |
| Зенит            | 2011/12          | 12   | 1    | 2     | 0     | 5         | 0         | 19    | 1     |
| Зенит            | 2012/13          | 24   | 3    | 3     | 0     | 6         | 0         | 33    | 3     |
| Зенит            | 2013/14          | 15   | 0    | 1     | 0     | 5         | 0         | 21    | 0     |
| Зенит            | Итого            | 86   | 16   | 9     | 1     | 20        | 0         | 115   | 17    |
| → Анжи           | 2013/14          | 11   | 1    | 0     | 0     | 0         | 0         | 11    | 1     |
| → Анжи           | Итого            | 11   | 1    | 0     | 0     | 0         | 0         | 11    | 1     |
| Краснодар        | 2014/15          | 19   | 3    | 0     | 0     | 5         | 2         | 24    | 5     |
| Краснодар        | 2015/16          | 13   | 0    | 2     | 0     | 2         | 0         | 17    | 0     |
| Краснодар        | 2016/17          | 8    | 0    | 2     | 0     | 2         | 0         | 12    | 0     |
| Краснодар        | Итого            | 40   | 3    | 4     | 0     | 9         | 2         | 53    | 5     |
| Тосно            | 2017/18          | 3    | 0    | 1     | 0     | —         | —         | 4     | 0     |
| Тосно            | Итого            | 3    | 0    | 1     | 0     | 0         | 0         | 4     | 0     |
| Всего за карьеру | Всего за карьеру | 300  | 43   | 43    | 4     | 59        | 2         | 402   | 49    |

### В сборной
| Матчи Быстрова за сборную России | Матчи Быстрова за сборную России | Матчи Быстрова за сборную России | Матчи Быстрова за сборную России | Матчи Быстрова за сборную России | Матчи Быстрова за сборную России |
| №                                | Дата                             | Оппонент                         | Счёт                             | Голы Быстрова                    | Соревнование                     |
| -------------------------------- | -------------------------------- | -------------------------------- | -------------------------------- | -------------------------------- | -------------------------------- |
| 1                                | 31 марта 2004                    | Болгария                         | 2:2                              | —                                | Товарищеский матч                |
| 2                                | 25 мая 2004                      | Австрия                          | 0:0                              | —                                | Товарищеский матч                |
| 3                                | 16 июня 2004                     | Португалия                       | 0:2                              | —                                | Финальные матчи ЧЕ-2004          |
| 4                                | 18 августа 2004                  | Литва                            | 4:3                              | —                                | Товарищеский матч                |
| 5                                | 26 марта 2005                    | Лихтенштейн                      | 2:1                              | —                                | Отборочные матчи ЧМ-2006         |
| 6                                | 30 марта 2005                    | Эстония                          | 1:1                              | —                                | Отборочные матчи ЧМ-2006         |
| 7                                | 4 июня 2005                      | Латвия                           | 2:0                              | —                                | Отборочные матчи ЧМ-2006         |
| 8                                | 17 августа 2005                  | Латвия                           | 1:1                              | —                                | Отборочные матчи ЧМ-2006         |
| 9                                | 11 октября 2006                  | Эстония                          | 2:0                              | —                                | Отборочные матчи ЧЕ-2008         |
| 10                               | 15 ноября 2006                   | Македония                        | 2:0                              | 1                                | Отборочные матчи ЧЕ-2008         |
| 11                               | 7 февраля 2007                   | Нидерланды                       | 1:4                              | 1                                | Товарищеский матч                |
| 12                               | 24 марта 2007                    | Эстония                          | 2:0                              | —                                | Отборочные матчи ЧЕ-2008         |
| 13                               | 2 июня 2007                      | Андорра                          | 4:0                              | -                                | Отборочные матчи ЧЕ-2008         |
| 14                               | 6 июня 2007                      | Хорватия                         | 0:0                              | —                                | Отборочные матчи ЧЕ-2008         |
| 15                               | 8 сентября 2007                  | Македония                        | 3:0                              | —                                | Отборочные матчи ЧЕ-2008         |
| 16                               | 12 сентября 2007                 | Англия                           | 0:3                              | —                                | Отборочные матчи ЧЕ-2008         |
| 17                               | 26 марта 2008                    | Румыния                          | 0:3                              | —                                | Товарищеский матч                |
| 18                               | 23 мая 2008                      | Казахстан                        | 6:0                              | 1                                | Товарищеский матч                |
| 19                               | 28 мая 2008                      | Сербия                           | 2:1                              | —                                | Товарищеский матч                |
| 20                               | 4 июня 2008                      | Литва                            | 4:1                              | 1                                | Товарищеский матч                |
| 21                               | 10 июня 2008                     | Испания                          | 1:4                              | —                                | Финальные матчи ЧЕ-2008          |
| 22                               | 18 июня 2008                     | Швеция                           | 2:0                              | —                                | Финальные матчи ЧЕ-2008          |
| 23                               | 20 августа 2008                  | Нидерланды                       | 1:1                              | —                                | Товарищеский матч                |
| 24                               | 10 сентября 2008                 | Уэльс                            | 2:1                              | —                                | Отборочные матчи ЧМ-2010         |
| 25                               | 10 июня 2009                     | Финляндия                        | 3:0                              | —                                | Отборочные матчи ЧМ-2010         |
| 26                               | 5 сентября 2009                  | Лихтенштейн                      | 3:0                              | —                                | Отборочные матчи ЧМ-2010         |
| 27                               | 9 сентября 2009                  | Уэльс                            | 3:1                              | —                                | Отборочные матчи ЧМ-2010         |
| 28                               | 10 октября 2009                  | Германия                         | 0:1                              | —                                | Отборочные матчи ЧМ-2010         |
| 29                               | 14 октября 2009                  | Азербайджан                      | 1:1                              | —                                | Отборочные матчи ЧМ-2010         |
| 30                               | 14 ноября 2009                   | Словения                         | 2:1                              | —                                | Отборочные матчи ЧМ-2010         |
| 31                               | 3 марта 2010                     | Венгрия                          | 1:1                              | —                                | Товарищеский матч                |
| 32                               | 3 сентября 2010                  | Андорра                          | 2:0                              | —                                | Отборочные матчи ЧЕ-2012         |
| 33                               | 7 сентября 2010                  | Словакия                         | 0:1                              | —                                | Отборочные матчи ЧЕ-2012         |
| 34                               | 12 октября 2010                  | Македония                        | 1:0                              | —                                | Отборочные матчи ЧЕ-2012         |
| 35                               | 9 февраля 2011                   | Иран                             | 0:1                              | —                                | Товарищеский матч                |
| 36                               | 15 августа 2012                  | Кот-д’Ивуар                      | 1:1                              | —                                | Товарищеский матч                |
| 37                               | 7 сентября 2012                  | Северная Ирландия                | 2:0                              | —                                | Отборочные матчи ЧМ-2014         |
| 38                               | 11 сентября 2012                 | Израиль                          | 4:0                              | —                                | Отборочные матчи ЧМ-2014         |
| 39                               | 12 октября 2012                  | Португалия                       | 1:0                              | —                                | Отборочные матчи ЧМ-2014         |
| 40                               | 16 октября 2012                  | Азербайджан                      | 1:0                              | —                                | Отборочные матчи ЧМ-2014         |
| 41                               | 6 февраля 2013                   | Исландия                         | 2:0                              | —                                | Товарищеский матч                |
| 42                               | 25 марта 2013                    | Бразилия                         | 1:1                              | —                                | Товарищеский матч                |
| 43                               | 7 июня 2013                      | Португалия                       | 0:1                              | —                                | Отборочные матчи ЧМ-2014         |
| 44                               | 14 августа 2013                  | Северная Ирландия                | 0:1                              | —                                | Отборочные матчи ЧМ-2014         |
| 45                               | 6 сентября 2013                  | Люксембург                       | 4:1                              | —                                | Отборочные матчи ЧМ-2014         |
| 46                               | 10 сентября 2013                 | Израиль                          | 3:1                              | —                                | Отборочные матчи ЧМ-2014         |
| 47                               | 11 октября 2013                  | Люксембург                       | 4:0                              | —                                | Отборочные матчи ЧМ-2014         |

Итого: 47 матчей / 4 гола; 27 побед, 10 ничьих, 10 поражений.

## Достижения

### Командные
«Зенит»
- Чемпион России: 2010, 2011/12
- Серебряный призёр чемпионата России: 2003, 2012/13
- Бронзовый призёр чемпионата России: 2009
- Обладатель Кубка России: 2009/10
- Обладатель Кубка Премьер-лиги: 2003

«Спартак» (Москва)
- Серебряный призёр чемпионата России: 2005, 2006, 2007

«Краснодар»
- Бронзовый призёр чемпионата России: 2014/15

«Тосно»
- Обладатель Кубка России: 2017/18[78]

Сборная России
- Бронзовый призёр чемпионата Европы: 2008

### Личные
- В списках 33 лучших футболистов чемпионата России (7): № 1 (2004, 2006, 2009, 2010); № 2 (2007); № 3 (2003, 2005)
- Лауреат премии «Стрелец» в номинации «Надежда сезона» в 2003 году[79]
- Лучший молодой футболист российской премьер-лиги (лауреат премии «Первая пятёрка»): 2003